# Račí kánon

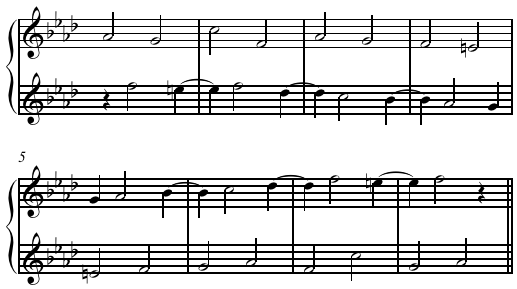
Račí kánon

Račí kánon neboli zpáteční kánon (též retrográdní kánon, krabí kánon nebo latinsky canon cancrizans, německy Krebskanon) je hudební palindrom, tzn. kánon, který hraný pozpátku zní stejně jako popředu. 

## Charakteristika
Jeden hlas hraje nebo zpívá melodii v obvyklém směru, druhý hlas hraje tutéž melodii odzadu. Naproti tomu u zrcadlového (inverzního) kánon není hrán vertikálně, nábrž horizontálně, tudíž hlasy hrají intervaly v protichůdných směrech (v obratech akordů).
Dalším druhem kánonu, který je kombinací obou předešlých, je zrcadlový račí kánon neboli stolní kánon, při kterém zpěváci nebo hráči sedí naproti sobě a hrají či zpívají postupně ze čtyř protilehlých stran téhož notového listu. Tento zpětně převrácený kánon pak není osově, nýbrž punkticky symetrický ke středu.
Jeden ze slavných příkladů račího kánonů se nachází v Hudební obětině Johanna Sebastiana Bach. 
Motiv račího kánonu se objevuje také v grafické formě u nizozemského autora M. C. Eschera. Toto propojení pak využil Douglas Hofstadter v knize Gödel, Escher, Bach.